# Шевчук, Виктор Григорьевич
Шевчук Виктор Григорьевич (16 мая 1938 — 25 августа 2024) — советский ученый, педагог, физиолог, профессор, доктор медицинских наук, член-корреспондент Национальной академии педагогических наук Украины, заведующий кафедрой нормальной физиологии Национального медицинского университета имени Александра Богомольца.
1992 — избран член-корреспондентом АПН Украины отделения психологии, возрастной физиологии и дефектологии.
1994 — один из авторов украинского учебника «Нормальная физиология».
2002 — один из научных редакторов перевода учебника «Физиология человека» (У. Ганонг).
Умер 25 августа 2024 года в возрасте 86 лет.